# 羅金齊 (羅姆內區)
50°51′25″N 33°21′20″E / 50.85694°N 33.35556°E

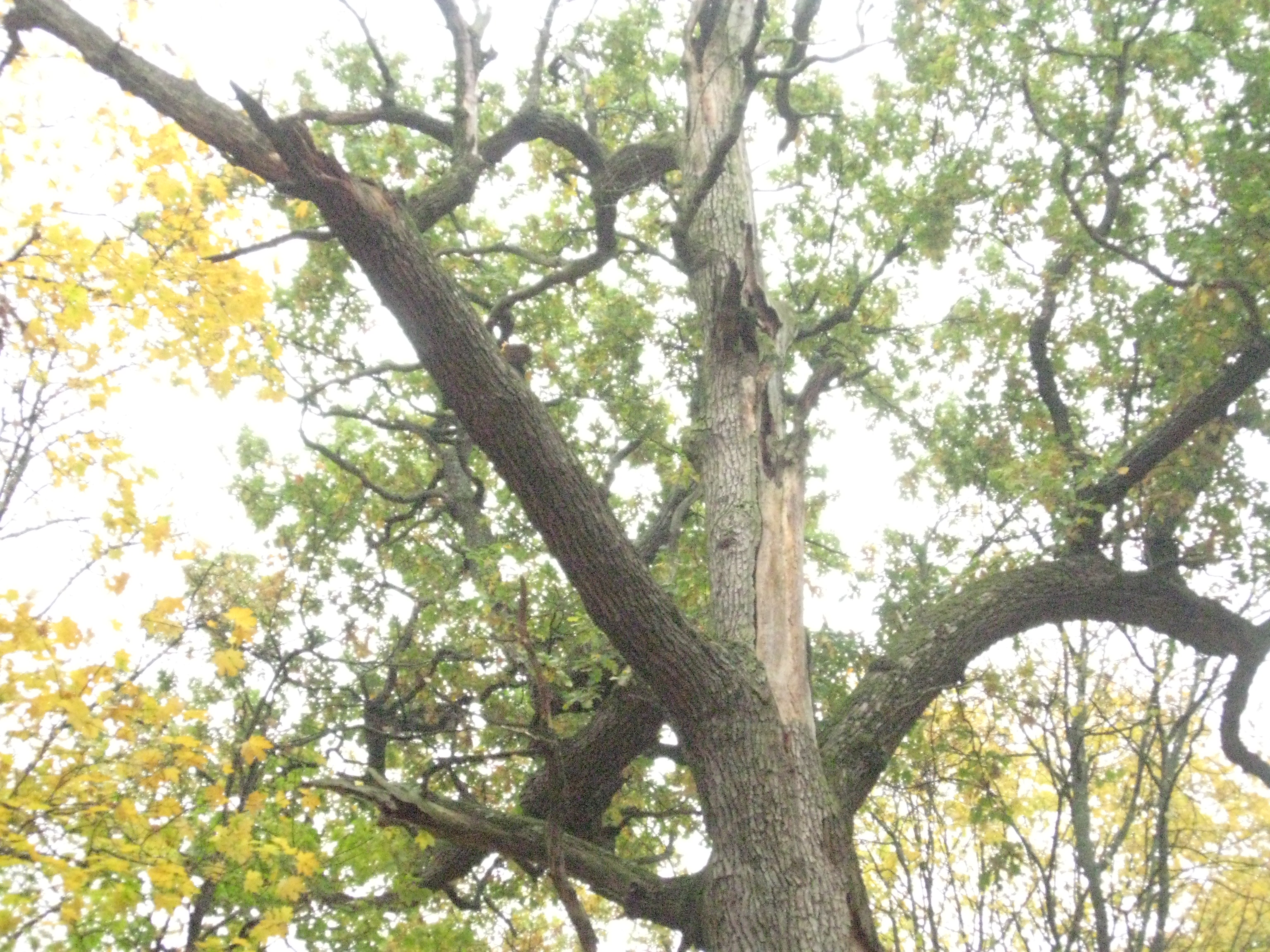

羅亨齊（羅馬化：Rohyntsi）是位於烏克蘭東北部的村莊，由蘇梅州羅姆內區的羅姆內市鎮負責管轄。該村處於羅緬河左岸，分別距離韋德梅熱2.5公里和卡利尼夫卡3公里，海拔高度124米，2001年人口1,334。